# José María Salaverría
José María Salaverría Ipenza (Vinaroz, 8 de mayo de 1873-Madrid, 28 de marzo de 1940) fue un periodista y escritor español, coetáneo de las figuras más destacadas de la generación del 98. De ideología regeneracionista en su juventud, contribuyó en la madurez a la elaboración de una versión reaccionaria del nacionalismo español. 

## Biografía
Salaverría nació el 8 de mayo de 1873 en la localidad castellonense de Vinaroz, donde su padre trabajaba como farero. Pero tanto el padre como la madre eran naturales del País Vasco; del municipio alavés de Beotegui el primero; y del partido de Tolosa, en la provincia de Guipúzcoa, la madre. Cuando contaba cuatro años de edad, el traslado de su padre al faro de Monte Igueldo supuso su establecimiento en San Sebastián. 
A los quince años empezó a escribir y, aunque intentó varias veces dedicarse exclusivamente a la literatura, no lo logró hasta años después, y tuvo que trabajar como delineante y empleado de la Diputación de Guipúzcoa. Sus frustraciones por no poder dedicarse profesionalmente a la escritura las expresó en un copioso epistolario dirigido a Miguel de Unamuno, especialmente entre los años 1904 y 1908. Su incorporación a la literatura fue relativamente tardía si tenemos en cuenta que su primer libro —El perro negro— no lo publica hasta cumplidos los treinta y tres años.  
Realizó numerosos viajes, tanto por la península ibérica como por el extranjero, y estuvo en Puerto Rico en 1895. Sus primeros artículos los publicó en Euskal-Erria y en otras revistas del País Vasco. Publicista infatigable, colaboró en El Gráfico, La Voz de Guipúzcoa, España Nueva, El Imparcial, ABC (y durante los años de la Guerra civil en la edición sevillana del ABC), La Vanguardia, El Pueblo Vasco, Heraldo de Aragón, La Nación, de Buenos Aires, y Diario de la Marina, de La Habana. En la Revista de las Españas, publicó algún artículo y reprodujo su conferencia «El espejismo de las Indias». Preferentemente, escribió sobre política desde un punto de vista liberal (en sus primeros años), pero también realizó crónicas de guerra (México, Europa, Marruecos), crítica literaria y relatos de viajes. Parte de su libro Vieja España (Impresión de Castilla) (1907) —inscrita en la órbita del regeneracionismo— apareció en Los Lunes de El Imparcial de octubre a noviembre de 1906.

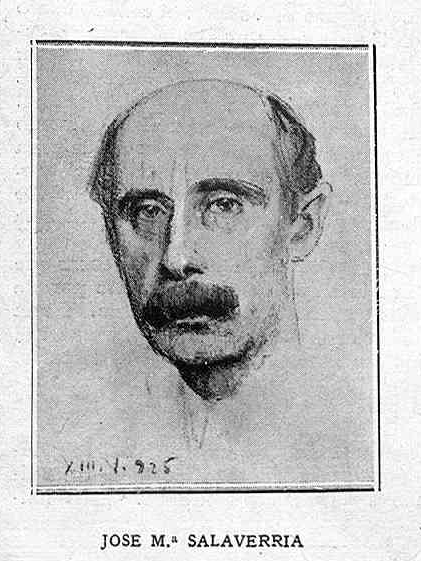
Retratado por Leandro Oroz

Emigró a la Argentina y allí consiguió trabajo como redactor de La Nación de Buenos Aires, con lo que logró su sueño de dedicarse profesionalmente, en exclusividad, a la literatura. Estuvo allí hasta 1913 y fruto de esa experiencia serían títulos como Tierra argentina (1910), Paisajes argentinos (1918) o El poema de la pampa. "Martín Fierro" y el criollismo español (1918). 
A lo largo de toda su obra es muy perceptible el influjo poderoso del pensamiento de Nietzsche. En 1931, a solicitud del semanario fascista La Conquista del Estado, envió el artículo «Imprecación en la hora decisiva». En los años de la II República se mantuvo, sin embargo, al margen de cualquier agrupación política y su firma no aparece en una revista tan significativa de la derecha radical como Acción Española. En 1934, después de los sucesos revolucionarios de octubre, publicó El instante dramático, que puede considerarse su «testamento político-intelectual», donde expresó sus peores presagios sobre los derroteros del país y añadió a su bagaje ideológico influencias spenglerianas. Durante la guerra civil —en coherencia con la evolución de su pensamiento político— apoyó al bando franquista.
Falleció el 28 de marzo de 1940 en Madrid.

## Obra y pensamiento

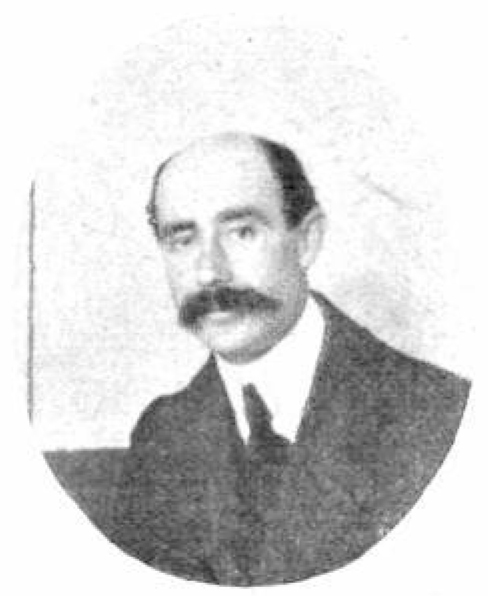
Salaverría hacia 1909, en Argentina.

Fue un periodista muy prolífico, además de un incisivo ensayista. Al lado de estas dos facetas, su condición de narrador o novelista (novelas breves, por lo general, muchas de ellas aparecidas en colecciones populares como El Cuento Semanal o La Novela de Hoy) queda en segundo plano. A propósito de esta faceta, Andreu Navarra Ordoño ha podido escribir: «que nadie busque modernidad estilística en las novelas de Salaverría». «Como mucho —continúa el mismo especialista—, se le debe reconocer una limpieza de estilo, una buena y tímida pátina humorística y una fluidez que son los atributos más recuperables de su estilo y los pilares sobre los que descansa el peso de su discurso». En toda su obra se descubre al ávido e incansable viajero. 
Aunque cronológicamente pertenece a la llamada generación del 98 —y su obra participa en sus comienzos de los planteamientos regeneracionistas de principios del siglo XX—, con los años su pensamiento fue tomando creciente distancia de aquellos. De todos los escritores de su entorno cronológico —incluido Ramiro de Maeztu— «fue quien reaccionó de manera más rotunda —sobre todo a partir de 1914— contra el espíritu pesimista, escéptico y crítico de los noventayochistas» y quizá el que mayor receptividad mostró ante el fenómeno fascista.
Su nueva actitud, cada vez más inserta en la derecha radical y autoritaria, se vio condicionada —en opinión de Sobejano— por su última estancia en Argentina, por su contacto con los países maltrechos por la Gran Guerra, por el desarrollo del capitalismo español que propició ésta, por «el aumento de aprecio por ciertas virtudes tradicionales de la nación y acaso por otros motivos más personales». La nueva orientación de sus ideas cuajará en multitud de artículos y en dos ensayos fundamentales: La afirmación española (1917) y En la vorágine (1919). En la primera escribía:

El problema de España se encierra en esta palabra: valor [...]. Somos hijos del valor y el pueblo que se amilana es inepto para cumplir la misión que le exige su destino. El valor se atreve siempre, y del valor nace la esencia de todos los éxitos: la acción. España necesita accionar. Pero desde luego es indispensable que atraviese una ráfaga violenta esta atmósfera acoquinada y perezosa de nuestra intelectualidad, para que avienten las polillas y el moho de la negación sistemática, del autodesprecio, de la crítia perezosa, de la oposición amanerada y del pesimismo masoquista.
José María Salaverría, La afirmación española (1917), pág. 163.

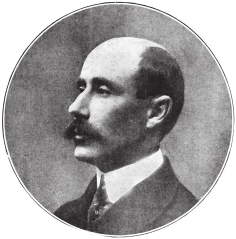
Retrato de Salaverría

Por su parte, En la vorágine (1919) desarrolló su doctrina aristocrática con un análisis de la incorporación de las multitudes a la vida social y política contemporánea, en una línea que anticipa en casi una década los planteamientos de Ortega y Gasset. Tanto es así que Sobejano la calificó como «una hermana más vieja y menos afortunada de La rebelión de las masas».
Sin embargo —y este rasgo es bastante peculiar en el panorama ideológico de la derecha española—, su defensa del nacionalismo español se hacía desde supuestos laicos, acordes con su agnosticismo religioso. Por esa razón, Juan Pablo Fusi lo ha descrito como «maurrasiano y pre-fascista»; según este mismo autor Salaverría asignaba al liberalismo características retrógradas y anticuadas. En ese sentido, en agosto de 1923 —unas semanas antes del golpe de Estado del general Primo de Rivera— escribía en ABC:

Actualmente puede considerarse a España como una de las naciones más liberales de Europa; por lo mismo, España es, en este momento, uno de los países más retrógrados del continente europeo. [...] Porque retrógrado es aquel pueblo que sostiene en auge ideas que no están de moda en el mundo. Y esto le ocurre hoy a España: que se ha estancado en las ideas de antes de 1914; los periódicos hacen campañas antimilitaristas, derrotistas, humanitaristas; los intelectuales escriben en tono internacionalista, antipatriótico, pacifista, socialista y hasta comunista; el aire de protesta contra la autoridad y el régimen, contra la nación y contra el último de los hombres armados sopla libre por todas partes; se cree en el parlamentarismo; la palabra liberal conserva, en fin, el mismo sentido que tenía en el siglo XIX.
José María Salaverría, «El país más liberal y retrógrado», ABC, 30 de agosto de 1923; reproducido en Las terceras de ABC (1977), págs. 160-164.

No resulta extraño que, tras la Guerra Civil, celebrase el Desfile de la Victoria de 1939 en estos términos:

Es verdad, nos encontramos ahora en la era de los grandes desfiles de masas, masas civiles, proletarias, fascistas, militares. Es como si la Humanidad se hubiera hecho más enorme que nunca y necesitase marchar en rangos nutridos y gigantescos. Pero aquí estamos hablando de desfiles que ordena y encauza la disciplina, y la suprema disciplina ha sido siempre la militar. Como el Desfile de la Victoria que se ha celebrado en Madrid. ¿Cuántos soldados justos pasaron por el paseo de la Castellana? ¿Fueron cien mil o acaso ciento cincuenta mil? Lo verdadero es que nunca se había visto en España un ejército tan numeroso marchando a la vez y a una única voz de mando. Y en marcha tan igual y perfecta; en formación tan irreprochable
José María Salaverría, artículo en la revista Vértice con motivo del Desfile de la Victoria de Madrid de 1939.

## Obras

### Artículos

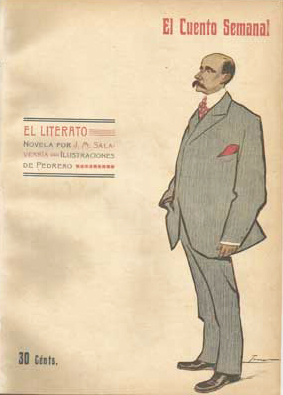
El literato, n.º 49 de El Cuento Semanal (6 de diciembre de 1907). Portada de Tovar.

- En su monografía sobre el autor, Francisco Caudet Roca recoge en apéndice titulado «Contribución a la bibliografía de artículos de José María Salaverría»,[8] una amplia lista de artículos publicados en las cabeceras siguientes: El Gráfico (Madrid), España Nueva (Madrid), El Imparcial (Madrid), ABC (Madrid y Sevilla), La Vanguardia (Barcelona), El Pueblo Vasco (Bilbao), Heraldo de Aragón (Zaragoza), La Nación (Buenos Aires) y Diario de la Marina (La Habana).
- José María Salaverría, Las terceras de ABC, Madrid, Prensa Española, 1977. Selección y prólogo de Rafael Flórez. ISBN 84-287-0427-9
- Salaverría, José María (marzo-abril 1927). «El espejismo de las Indias». Revista de las Españas. 2ª época (Madrid) (7-8): 178-186.
- Salaverría, José María (octubre-diciembre 1930). «El castellano en América». Revista de las Españas. 2ª época (Madrid) (50-52): 503-505.

### Narrativa
- El perro negro (Madrid, Librería de Fernando Fe, 1906)[20]
- El literato (Madrid, El Cuento Semanal, 1907)
- Mundo subterráneo (Madrid, El Cuento Semanal, 1908)
- Nicéforo el bueno (Madrid, Librería de Pueyo, 1909)
- Nicéforo el tirano (Madrid, El Cuento Semanal, 1910)
- La Virgen de Aránzazu (Madrid, Librería de Pueyo, 1911; 2ª ed., Madrid, Compañía IberoAmericana de Publicaciones, 1931)
- Guerra de mujeres. Drama (Madrid, Enciclopedia, 1921)
- El oculto pecado (Madrid, Biblioteca Nueva, 1924)
- Jardín cerrado (Madrid, La Novela Mundial, 1926)
- Viajero de amor (Madrid, Editorial Reus, 1926).
- El muñeco de trapo (Madrid, Espasa-Calpe, 1928)
- El desdeñoso (Madrid, Editorial Atlántida / La Novela de Hoy, 1930)
- El libro de las narraciones (Barcelona, Editorial Juventud, 1936)
- Una mujer en la calle (Madrid, Ediciones españolas, 1940)
- El literato y otras novelas cortas (Sevilla, Renacimiento, 2013, edición e introducción Andreu Navarra Ordoño)[21]

### Libros de viajes
- Tierra argentina. Psicología, tipos, costumbres, valores de la República del Plata (Madrid, Librería de Fernando Fe, 1910)
- A lo lejos. España vista desde América (Madrid, Renacimiento, 1914)
- Cuadros europeos (Madrid, Imprenta de Juan Pueyo, 1916)
- Paisajes argentinos (Barcelona, Gustavo Gili, 1918)
- Sevilla y el andalucismo (Barcelona, Gustavo Gili, 1929)
- Viaje a Mallorca  (Madrid, Espasa Calpe, 1933)

### Ensayos
- Vieja España (Impresión de Castilla) (Madrid, Suc. de Hernando, 1907; con prólogo de Benito Pérez Galdós)[22]
- La afirmación española. Estudios sobre el pesimismo español y los nuevos tiempos (Barcelona, Gustavo Gili, 1917)
- El muchacho español (Madrid, [Tip. Artística], 1917)
- Los conquistadores. El origen heroico de América (Madrid, Rafael Caro Raggio, 1918)
- El poema de la pampa. "Martín Fierro" y el criollismo español (Madrid, Casa Editorial Calleja, 1918)
- La intimidad literaria (Madrid, Saturnino Calleja, 1919)
- En la vorágine (Madrid, Rafael Caro Raggio, 1919)
- Espíritu ambulante (Madrid, Biblioteca Nueva, 1920)
- Los fantasmas del museo (Barcelona, Gustavo Gili, [1920])
- Alma Vasca (Madrid, Enciclopedia, 1921)
- Los paladines iluminados (Barcelona, [L. Cortina], 1926)
- Retratos (Madrid, Enciclopedia, 1926)
- Instantes. Literatura. Política. Costumbres (Madrid, Espasa Calpe, 1927)
- Nuevos retratos (Madrid, Compañía General de Artes Gráficas, 1930)
- El instante dramático (Madrid, Espasa-Calpe, 1934)

### Biografías
- Las sombras de Loyola (Madrid, V. Prieto y Cía., 1911)
- Santa Teresa de Jesús (Madrid, Enciclopedia, 1920)
- Loyola (Madrid, Ediciones La Nave, 1929)
- Bolívar el Libertador (Madrid, Espasa Calpe, 1930)
- Iparraguirre, el último bardo (Madrid, Espasa-Calpe, 1932)
- Vida de Martín Fierro, el gaucho ejemplar (Madrid, Espasa Calpe, 1934)